# Grigoriopolský rajon

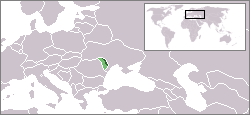
Podněstří na mapě Evropy (tmavě zelené)

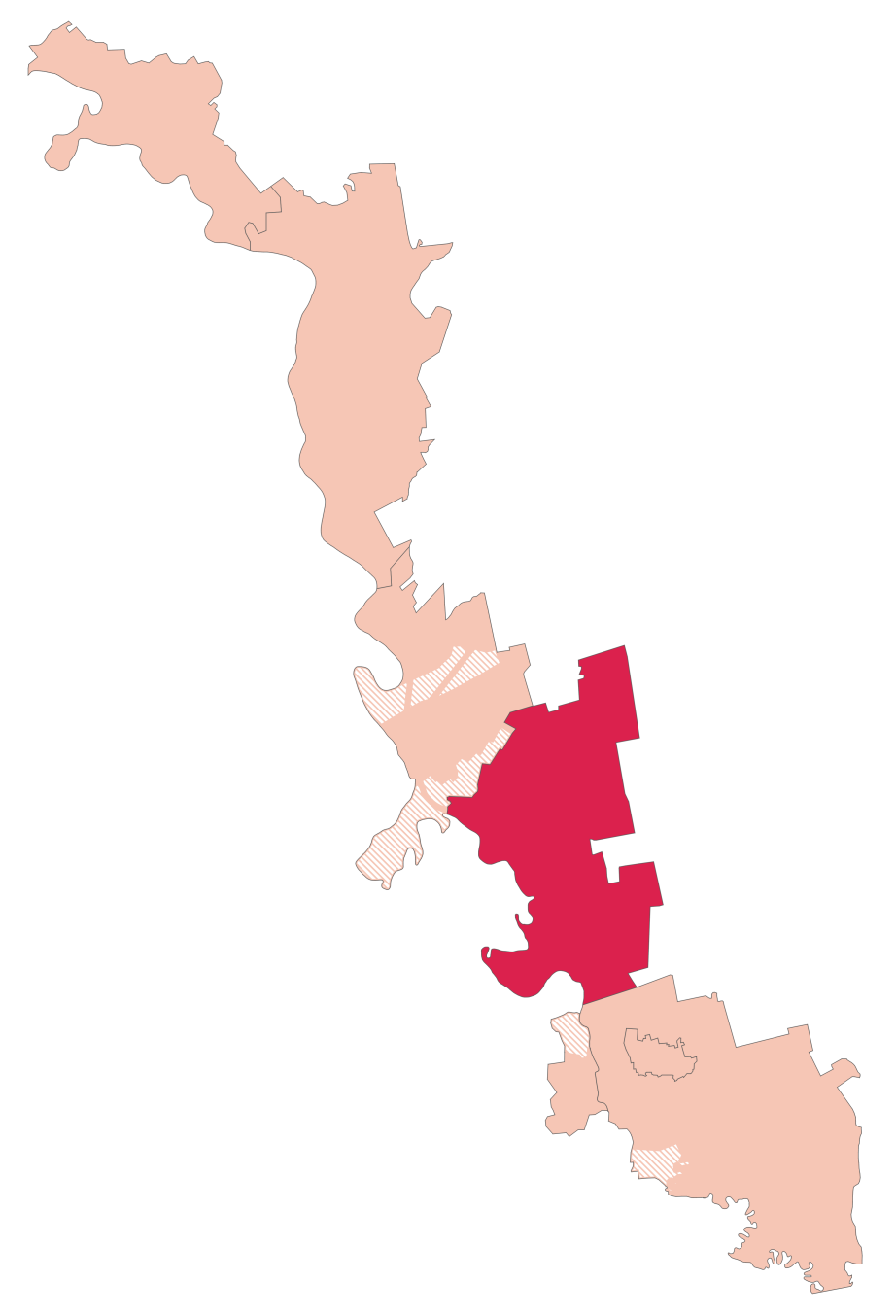
Grigoriopolský rajon na mapě Podněstří

Grigoriopolský rajon (moldavsky Районул Гпигориопол/Raionul Grigoriopol, rusky Григориопольский район, ukrajinsky Григоріопольський район) je jedním ze sedmi okresů mezinárodně neuznané Podněsterské moldavské republiky. Administrativním centrem je město Grigoriopol. Grigoriopolský rajon se nachází ve střední části Podněstří, na severou sousedí s Dubossarským rajonem, na jihu se Slobodzejským rajonem, na západě s vlastním Moldavskem a na východě s Ukrajinou. Z pohledu moldavských zákonů i mezinárodního práva je samotná existence Podněstří, stejně jako jeho administrativní dělení, protiústavní a jedná se o součást de facto neexistující Autonomní územně správní jednotky se zvláštním statusem Podněstří. Grigoriopolský rajon vznikl 12. října 1924 jako součást tehdejší Moldavské autonomní sovětské socialistické republiky.

## Obyvatelstvo
Na území rajonu žilo roku 2004 dle sčítání lidu 48 000 obyvatel, z toho 65% Moldavanů, 17% Rusů a 15% Ukrajinců.

## Sídla
Do Grigoriopolského rajonu spadá 1 město (Grigoriopol), 4 osady (Glinoje, Karmanovo, Kolosovo, Majak) a 19 venkovských sídel pod správou 11 selsovětů (venkovských rad).
- Butor
  - Indija
- Byčok
  - Novovladimirovka
- Delakeu
- Glinoje
- Grigoriopol
  - Krasnaja Gorka
  - Krasnoje
- Gyrtop
  - Bruslaki
  - Marijan
  - Mokrjaki
- Karmanovo
  - Kotovka
  - Močarovka
  - Fedosejevka
- Kolosovo
  - Krasnaja Bessarabija
  - Poběda
- Krasnogorka
- Majak
- Malaešty
  - Černica
- Sleja
- Šipka
  - Vesjoloje
- Tašlyk
- Teja
  - Tokmazeja
- Vinogradnoje

Poznámka: České přepisy názvů obcí vychází z jejich ruských jmen, v Podněstří mají oficiální postavení i názvy moldavské a ukrajinské.